# Всесвітній день радіо
Всесвітній день радіо (англ. World Radio Day) — свято, що відзначається щорічно 13 лютого з ініціативи Іспанії. Свято було проголошено на 36-й Генеральній конференції міжнародної організації ЮНЕСКО від 3 листопада 2011 року. Дата святкування 13 лютого була вибрана тому, що саме в цей день у 1946 році вперше вийшло в ефір «Радіо ООН», яке проводило мовлення зі штаб-квартири ООН. 
У 2015 році темою Всесвітнього дня радіо була "Інновація та молодь на радіо".

## Теми Всесвітнього дня радіо
| Рік  | Тема                                   |
| ---- | -------------------------------------- |
| 2022 | Радіо та довіра                        |
| 2021 | Новий світ, нове радіо                 |
| 2020 | Різноманітність                        |
| 2019 | Діалог, терпимість та мир              |
| 2018 | Радіо і спорт                          |
| 2017 | Радіо - це ти                          |
| 2016 | Радіо в часи лих та надзвичайних подій |
| 2015 | Молодь і радіо                         |
| 2014 | Гендерна рівність на радіо             |
| 2013 | Всесвітній день Радіо 2013             |
| 2012 | Всесвітній день Радіо 2012             |